# Невдольск
Невдольск — село, с 1929 года в составе Суземского района Брянской области России. Одно из древнейших селений Брянщины. Административный центр муниципального образования — Невдольского сельского поселения.

## География
Расположено в 15 километрах к востоку от районного центра пгт Суземка, на левом берегу реки Сев; до областного центра — Брянска 147 км, до Севска 25 км, до Трубчевска 58 км.
- В селе имеется 7 улиц: Заречная, Колхозная, Кольцевая, Молодёжная, Полевая, Слободская, Центральная, а также 3 переулка: Луговой, Озёрный, Полевой[7].

## Население
Наибольшая численность жителей была зафиксирована в 1926 году — 3170 человек.
| 2010 | 2013 |
| ---- | ---- |
| 322  | ↗324 |

## История
Основано в конце XVI века; бывшее владение Свенского монастыря. Впервые в исторических источниках упоминается в 1595 году как «село что было починок» в составе Пьяновской волости Брянского уезда; в XVII веке отнесено к Прикладенской волости; с XVIII веке значится Чемлыжском стане Севского уезда.
Существовашая в селе Николаевская церковь упоминается с 1628 года. Православный храм во имя Николая Чудотворца, построенный взамен обветшавшего в 1806 году, был закрыт в 30-е годы XX века в связи с 10-ти кратным повышением налога на ее содержание, здание разобрано на кирпичи.
На карте Сеевска с уездом Ивана Кирилова село называется Невдоленск.
Согласно статистическим сведениям в середине XIX в. Невдольск крупнейшее село Павловской волости Севского уезда (с 1880 гг. в составе Алешковской волости). В нём действовали: суконная фабрика, свыше 20 частных маслобоек. В 1884 году в селе была открыта земская школа. В 1952 году открыта школа, ставшая центром образования для округи. В ней одновременно училось 700 учеников в 3 смены (ныне закрыта, 19 учеников переведены в соседнее село Негино)
Среди известных жителей: Павел Лебедев, собиратель военных песен. Он собран более 10 000 военных песен, слепой художник Николай Антюхов по прозвищу Богомаз, Александр Макарцов — Герой Социалистического Труда.
Братская могила находится в центральной части села. Памятник выполнен из мраморной крошки, на памятнике установлена мемориальная табличка с текстом: «Здесь в годы ВОВ были расстреляны Данющенкова А. З., Данющенков А. К., Богданов А. К., Чулов Н. Г. Вечная память», ограда выполнена из металлических цепей на столбах.